# Лінкольн (округ, Вашингтон)
Шаблон:StateAbbr_ 47°34′ пн. ш. 118°25′ зх. д. / 47.57° пн. ш. 118.41° зх. д.
Округ  Лінкольн (англ. Lincoln County) — округ (графство) у штаті Вашингтон, США. Ідентифікатор округу 53043.

## Історія
Округ утворений 1883 року.

## Демографія
За даними перепису 2000 року загальне населення округу становило 10184 осіб, усе сільське. Серед мешканців округу чоловіків було 5050, а жінок — 5134. В окрузі було 4151 домогосподарство, 2914 родин, які мешкали в 5298 будинках. Середній розмір родини становив 2,91.
Віковий розподіл населення поданий у таблиці:
| Стать    | До 15 років | 15-21 | 22-29 | 30-39 | 40-49 | 50-65 | 65-85 | Понад 85 |
| -------- | ----------- | ----- | ----- | ----- | ----- | ----- | ----- | -------- |
| Чоловіки | 1096        | 424   | 299   | 546   | 823   | 969   | 799   | 94       |
| Жінки    | 965         | 418   | 294   | 607   | 819   | 992   | 848   | 191      |

## Суміжні округи
- Феррі — північ
- Стівенс — північний схід
- Спокен — схід
- Вітмен — південний схід
- Адамс — південь
- Грант — захід
- Оканоган — північний захід

## Виноски
1. ↑  U.S. Decennial Census. United States Census Bureau. Архів оригіналу за 19 липня 2018. Процитовано 7 січня 2014.
2. ↑  Historical Census Browser. University of Virginia Library. Архів оригіналу за 11 серпня 2012. Процитовано 7 січня 2014.
3. ↑  Population of Counties by Decennial Census: 1900 to 1990. United States Census Bureau. Архів оригіналу за 2 лютого 2019. Процитовано 7 січня 2014.
4. ↑  Census 2000 PHC-T-4. Ranking Tables for Counties: 1990 and 2000 (PDF). United States Census Bureau. Архів оригіналу (PDF) за 18 грудня 2014. Процитовано 7 січня 2014.
5. ↑  State & County QuickFacts. United States Census Bureau. Архів оригіналу за 7 червня 2011. Процитовано 7 січня 2014.(англ.) Наведено за англійською вікіпедією.
6. ↑  American FactFinder. Бюро перепису населення США. Архів оригіналу за 26 лютого 2012. Процитовано 31 січня 2008.

| США | Це незавершена стаття з географії США. Ви можете допомогти проєкту, виправивши або дописавши її. |